# David Koresh
David Koresh, geboren Vernon Wayne Howell (Houston, 17 augustus 1959 – Waco, 19 april 1993) was de zelfbenoemde leider van de Davidians vanaf 1988 tot het moment dat hij omkwam bij de bestorming van zijn schuilplaats in het Mount Carmel Center. "Koresh" is het Hebreeuwse equivalent van de naam Cyrus. Hij nam de roepnaam David aan, een verwijzing naar koning David.

## Biografie
Koresh werd geboren in Houston, toen zijn moeder nog geen vijftien jaar oud was. Zijn vader heeft hij nooit gekend. Hij werd opgevoed door zijn grootouders. Op jonge leeftijd werd hij door zijn stiefvader misbruikt. Koresh beschreef zijn jeugd later als eenzaam en vond dat hij gepest was door kinderen die hem Vernie noemden. Omdat Koresh aan dyslexie leed, verliet hij de middelbare school zonder diploma. Toen hij achttien was, werkte hij als timmerman.
Op zijn twintigste voegde Koresh zich bij de kerk van zijn moeder, die het adventisme aanhing. Hij werd verliefd op een 15-jarig meisje, dat zwanger van hem raakte. Koresh wilde met haar trouwen, maar haar vader en de kerkoudsten verboden dat. Vanaf dat moment begon Koresh de kerk uit te dagen en werd hij verbannen uit de kerk omdat hij een slechte invloed op jongeren zou hebben.
Kort daarna vertrok hij naar Hollywood omdat hij rockgitarist wilde worden, hetgeen mislukte. In 1981 verhuisde hij naar Waco, Texas. Hij sloot zich aan bij een religieuze sekte, de Branch Davidians, Davidian Seventh-day Adventist Association (oorspronkelijk Sheperd's Rod genoemd). Deze hadden zich afgesplitst van andere stromingen en denominaties binnen het adventisme. Koresh scheidde zich hier vanaf en vormde de groep van de davidians. Zij hadden op zo'n 15 kilometer buiten Waco hun hoofdkwartier, het Mount Carmel Center, opgezet. Deze ranch was genoemd naar het Israëlische Karmelgebergte.

## De bestorming

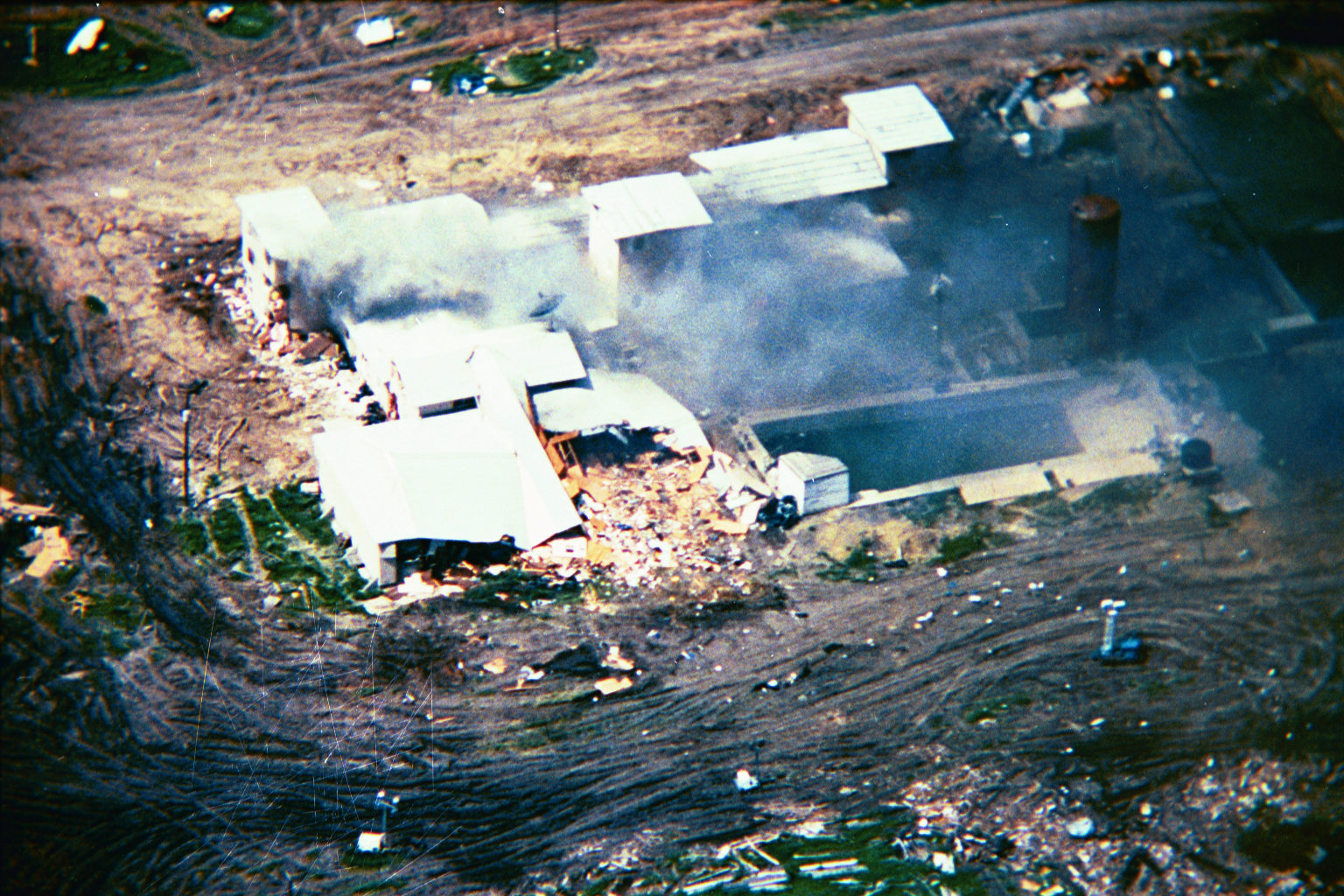
Mount Carmel na de bestorming

Op 28 februari 1993 probeerde het Bureau of Alcohol, Tobacco and Firearms (ATF) het Mount Carmel Center in Waco (Texas, Verenigde Staten) binnen te vallen en te doorzoeken, op grond van verdenking van illegale aanwezigheid van wapens en explosieven. Toen hierbij het vuur werd geopend door de Davidians vielen onder de agenten vier doden en onder de Davidians vijf. Kort na deze eerste poging nam de FBI de leiding over en werd contact gelegd met Koresh. Gedurende 51 dagen werd telefonisch onderhandeld met verschillende onderhandelaars van de FBI, waarbij Koresh Bijbelse taal uitstootte. Hoewel Koresh beweerde dat de in het Mount Carmel Center aanwezige volwassenen en kinderen zich vrijwillig lieten opsluiten, besloot Attorney General Janet Reno dat de Davidians met geweld verwijderd dienden te worden uit het Center.
Op de aanval op het centrum is veel kritiek geweest. De precieze lijn der gebeurtenissen is twijfelachtig. Het is onduidelijk wat de oorzaak van de brand was: zelf aangestoken door de Davidians, op gang gebracht door de aanvallende FBI of ten gevolge van de bestorming. Bij de brand in het Mount Carmel Center kwamen 76 Davidians, onder wie 28 kinderen, om het leven.